# Artaxias II av Armenien
Artaxias II av Armenien, död 20 f.Kr., var regerande kung av Armenien mellan 34 och 20 f.Kr. 